# Robert W. Mann (Komponist)
Robert W. Mann (* 11. September 1925 in Sandwich, Illinois; † 15. März 2010 in Rom, Italien) war ein US-amerikanischer Komponist und Musikpädagoge.

## Leben
Mann begann seine musikalische Ausbildung 1941 bei Lawrence Fogelberg und an der Butler University bei Lois Lautner. Von 1942 bis 1945 diente er bei der US Navy im Pazifik. 1946 setzte er sein Studium an der University of Michigan bei Percival Price, 1947 am New England Conservatory bei Lautner fort. Von 1948 bis 1952 nahm er in Rom privaten Kompositionsunterricht bei Goffredo Petrassi. Weitere Förderung als Komponist erfuhr er von Heinrich Strobel, Benjamin Frankel und Camillo Togni.
In den 1950er Jahren schrieb er als Musikkritiker für die Zeitschriften London Music Events und Musical America und das Dagbladet in Oslo. Außerdem übersetzte er Artikel und Bücher italienischer Musiker ins Englische. Von 1955 bis 1959 war er Generalsekretär der Internationalen Gesellschaft für Neue Musik. Von 1952 bis zu seinem Tod 2010 gab er in Rom private Kompositionskurse.

## Werke
Bühnenwerke
- The Little Prince (Oper nach Antoine de Saint-Exupéry), 1950–51
- The Scarlet Letter (Oper, eigenes Libretto nach Nathaniel Hawthorne), 1958
- Agamennone (Musik zum Schauspiel von Vittorio Alfieri), 1964
- Drakon – The Dragon (Musik zum Schauspiel von Jewgeni Schwarz, mit Francesco Pennisi), 1970
- Œdipus Rex (Musik zum Schauspiel von Sophokles), 1972
- Processo a Socrate (Musik zum Schauspiel von Giorgio Prosperi), 1983

Orchesterwerke
- Music for orchestra, 1953
- La Rêve d'Hermaphrodite (Grand Concerto Variations) für Klavier und Orchester, 1980
- Hexapla I, Konzert für Viola und Orchester, 1985
- Hexapla II, Konzert für Klavier und Orchester, 1987

Kammermusik
- String Quartet, 1958
- Anaglyphs (music for sculpture by Takis) für Piccoliflöte, Kontrafagott, Gitarre acht Bratschen, zwei Kontrabässe und fünf Perkussionisten, 1961
- ludes für Cembalo, zwei Geigen, Bratsche, Cello und Kontrabass, 1974
- mereludes für Gitarre, 1979
- Cadenza da concerto für Geige, 1980
- Livraisons, Streichquartett, 1980
- String Quartet No. 2, 1981
- Silberglöckchen, Zauberflöten für Flöte (+Piccoloflöte) und Celesta, 1981
- Leash I für Geige, Bratsche und Cello, 1981
- Spring (zum 80. Geburtstag von Goffredo Petrassi) für Flöte, Oboe, Klarinette, Bratsche, Cello und Celesta, 1984
- Quincunx für Flöte, Oboe, Klarinette, Fagott und Klavier, 1984
- Corn für Horn, zwei Trompeten, Posaune, Tuba und Glockenspiel, 1985
- Twyll, für Gitarre (+ Triangel) und Bratsche (+ Triangel), 1991, 1992
- Leash II für Klarinette, Cello und Klavier, 1996
- In a Warm Pocket für Flöte, Oboe, Klarinette und Fagott, 1998
- Shards für Klarinette und Klavier, 1998
- Cavatina für Flöte, Klarinette, Fagott, Bratsche, Cello, Kontrabass, Klavier und Perkussion, 2000
- All'ombra dell'obelisco für Flöte, Oboe, Klarinette, Fagott, Horn, zwei Geigen, Bratsche, Cello, Kontrabass und Perkussion, 2001
- Canons and Catch für Flöte (+ Piccoloflöte), Klarinette, Fagott, Bratsche, Cello, Kontrabass, Klavier und Perkussion, 2001
- Motes für Flöte, Klarinette, Fagott, Bratsche, Cello, Kontrabass, Klavier und Perkussion, 2002
- D'après für Klavier und Flöte (+ Piccoloflöte), Klarinette Es-Klarinette, (Bassklarinette), Fagott, Bratsche, Cello, Kontrabass und Perkussion, 2007
- firstlude für zwei Geigen, Bratsche, Cello und Kontrabass, 2007
- lastlude, für zwei Geigen, Bratsche, Cello und Kontrabass, 2007

Chorwerke
- Spring and Fall (Text von Gerard Manley Hopkins) für Frauenchor, 1950
- Spelt from Sibyl's Leaves (Text von Gerard Manley Hopkins), Kantate für gemischten Chor und kleines Orchester, 1953

Vokalwerke
- Night Songs (Texte von William Blake, Gerard Manley Hopkins, D. H. Lawrence, Percy Bysshe Shelley) für Sopran/Tenor und großes Orchester, 1954
- Suite from ‘The Scarlet Letter’ für Sopran und großes Orchester, um 1958
- Cantata (Improvisation, Text by Percy Bysshe Shelley, vom Komponisten adaptiert) für Sopran, Harfe, Klavier, Celesta (+ Glockenspiel), Vibraphon (+ Xylophon), Röhrenglocken (+ Glockenstab, Crotales, großer Gong) und zwei Perkussionisten, 1960
- Song (Text von Percy Bysshe Shelley, adaptiert vom Komponisten) für Sopran und drei Beckenspieler, 1970
- Adagio and Songs (Text von Percy Bysshe Shelley, adaptiert vom Komponisten) für Sopran und Orchester, 1969–71
- Seam into Seam (Text von Emily Dickinson) für Mezzosopran und zwei Klaviere, 1977
- Ballade (Text von François Villon) für Sopran, Basstrompete, Posaune, Tuba und Crotalessoprano, 1977
- Ingyte (Text von Percy Bysshe Shelley, adaptiert vom Komponisten) für Sopran und Orchester, 1982
- A Ditty for Soprano and Harpsichord, ‘The Kittens at Tea’ (anonymer Kinderreim), 1983
- Four Morley Songs (Text von Hilda Morley) für Sopran, Flöte, Oboe, Klarinette, Fagottsoprano und improvisierende Metallinstrumente, 1995

Klavierwerke
- In a Warm Pocket, 1958
- ...quasi... (auch für Cembalo), 1976
- mereludes, 1978
- Cakewalk Chorale, 2000